# Droits de l'homme en Tchéquie
Plusieurs organisations internationales et non gouvernementales (par exemple, Amnesty International) ont dénoncé les violations des droits de l'homme en Tchéquie, portant, pour la plupart, sur les droits des personnes âgées, des handicapés et des enfants.

## Généralités[2]
Le 14 mai 2001, dans ses recommandations, le comité des Nations unies contre la torture ordonnait aux autorités tchèques de :
- garantir l'indépendance et le souci du détail de toutes les enquêtes sur les allégations de mauvais traitements et de torture, et de rapporter au comité des informations sur les mesures prises, y compris les accusations et les compensations aux victimes
- garantir la mise en vigueur des enquêtes sur les infractions commises par les juges d'application des lois par l'introduction de contrôles externes de mécanismes.
- garantir que toutes les personnes privées de leur liberté soient averties de leurs droits pour la troisième partie de leur choix, pour avoir l'accès immédiat à un avocat de leur choix, et pour avoir accès à un docteur de leur choix en plus des contrôles médicaux dont se chargent les autorités policières

Le comité s'est exprimé plus longuement concernant, entre autres :
- les cas de racisme et de xénophobie dans la société, y compris l'accroissement des violences contre un groupe minoritaire, aussi bien que les groupes défendant cette conduite
- la continuation des discriminations contre les Roms
- l'échec de la part de la police et des autorités judiciaires pour fournir la protection adéquate aux victimes
- le traitement indulgent des criminels
- le manque d'inspection du système carcéral.

## Discriminations contre les Roms
Les discriminations contre les Roms ou les personnes d'origine rom sont courantes en République tchèque. Ainsi, le 17 janvier 2007, la Cour européenne des droits de l'homme a tenu une audience sur l'affaire D.H et autres C : entre 1996 et 1999, des enfants roms avaient été placés dans des écoles réservées aux enfants atteints de déficience intellectuelle, sur la base de tests contestés par les plaignants. Le commissaire aux droits de l'homme, qui s'était rendu en République tchèque en février 2003, avait conclu que certaines améliorations étaient nécessaires pour lutter contre la discrimination qui touche les tsiganes et recommandé, en particulier, l'instauration d'une loi contre les discriminations. Il a fait part des difficultés pour les Roms d'accéder à une bonne éducation et à sortir du chômage et de l'indigence, et des violences à caractère raciste et xénophobe. Un  projet de loi contre les discriminations a été présenté par le gouvernement en décembre 2004, et a été adopté par une courte majorité des députés en décembre 2005, et rejeté par le Sénat en janvier 2006. Le gouvernement a approuvé le « Concept de politique d'intégration des Roms » recommandé par le rapport du commissaire. Les six principaux objectifs du concept sont :
- la lutte contre les entraves externes à l'intégration
- l'aide contre les entraves internes
- l'ascension sociale
- la fin de la ghettoïsation
- la promotion d'une culture et d'une langue spécifiques
- un environnement de tolérance.

Plusieurs femmes d'origine rom ont été, jusqu'en 2004, stérilisées sans consentement en dépit d'un jugement datant de 1991 ordonnant la fin de ces pratiques. Ainsi, en 2001, la Haute Cour d'Olomouc avait présenté des excuses de la part de l'hôpital où avait été pratiquée une stérilisation forcée sur Helena Ferenčíková, sans toutefois lui octroyer le million de couronnes tchèques qu'elle avait exigées comme réparation du préjudice physique et psychologique subi.

## Santé mentale
Le comité des droits de l'homme a déclaré que les malades mentaux subissaient des traitements inhumains et dégradants. 